# Kundun
Kundun és una pel·lícula estatunidenca de 1997, escrita per Melissa Mathison i dirigida per Martin Scorsese, que descriu la joventut de Tenzin Gyatso, el 14è Dalai-lama, des del seu naixement en una família camperola fins al seu exili cap a l'Índia, el 1959. Ha estat doblada al català.
De resultes de la pel·lícula, el Govern xinès ha prohibit a Scorsese i a Mathison (així com a diversos altres membres de la producció) d'entrar al Tibet.
La majoria de la pel·lícula ha estat dirigida als Studios de Film d'Atlas a Ouarzazate, Marroc.
El nom de «Kundun» és un títol pel qual un s'adreça al Dalai-lama, significant literalment la « presència». És escrit སྐུ་མདུན་ en tibetà.

## Argument

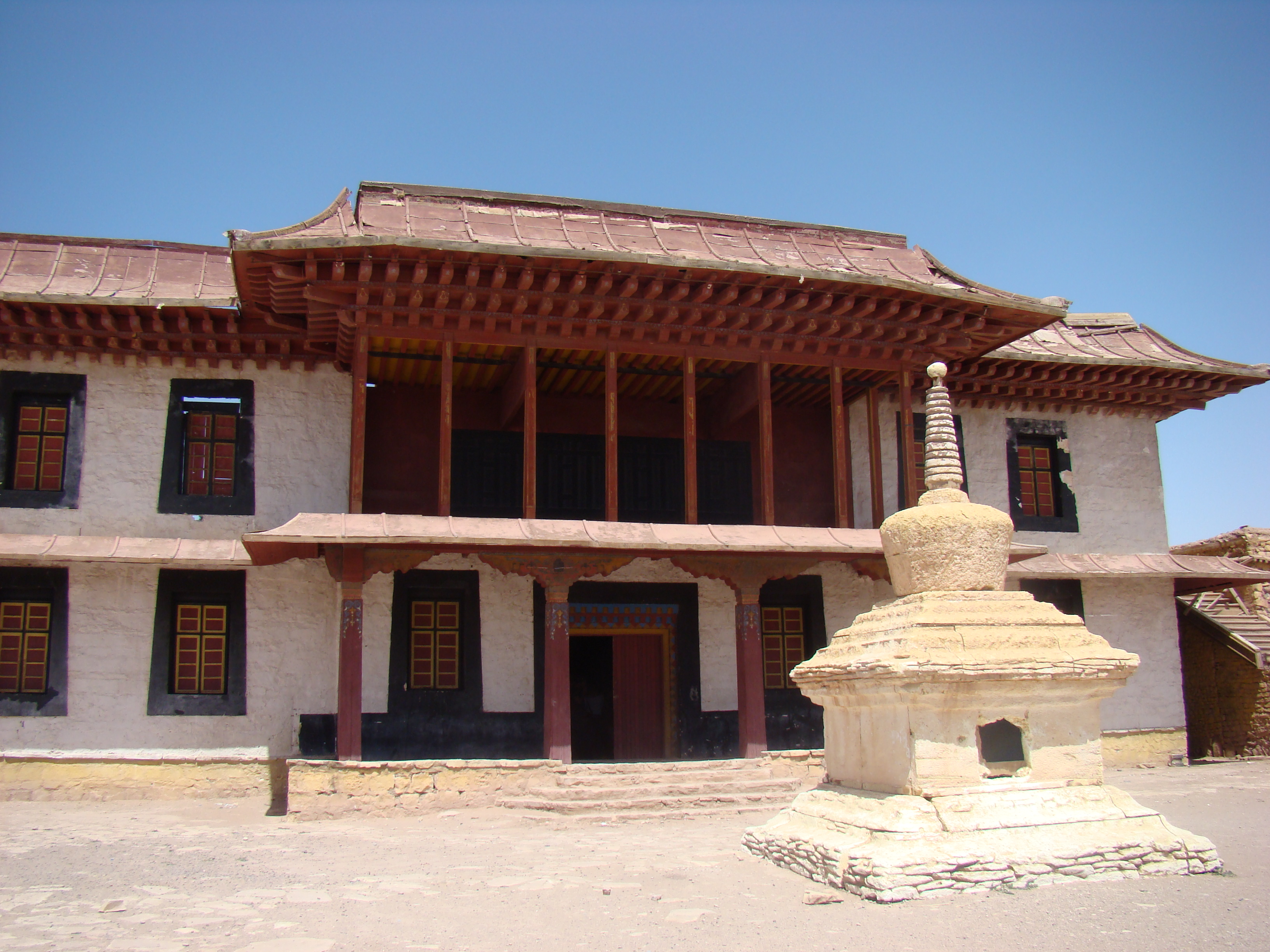
Decoració de l'escola budista filmada a Ouarzazate.

Fora de les breus seqüències a la Xina i a l'Índia, la pel·lícula té lloc completament al Tibet. Comença amb la investigació de la 14a reencarnació del Dalai-lama. Seguint una visió de Reting Rinpoché (el Regent del Tibet, diversos lames es van disfressar de servents i descobreixen l'emplaçament d'un candidat prometedor: un nen nascut en una família de pagesos pobres prop de la frontera xinesa.
Aquests i altres lames sotmeten el nen a un test en el qual ha d'escollir entre diversos objectes els que han pertangut al Dalai-lama precedent. El nen passa el test amb èxit; ell i la seva família són dirigits a Lhasa, on serà instal·lat com a Dalai-lama quan creixerà.
Durant el viatge, el nen esdevé nostàlgic i espantat, però és reconfortat per Reting Rinpoché, que li conta la història del 1r Dalai-lama - que les lames anomenen «Kundun». La història emociona, però també és projectada per mostrar la interconnexió de totes les encarnacions del Dalai-lama.
A mesura que la pel·lícula progressa, el noi madura en edat i en erudició. Segueix una lluita de poder breu en la qual Reting és empresonat i mor. El Dalai-lama comença a prendre un paper més actiu en el govern i la direcció religiosa.

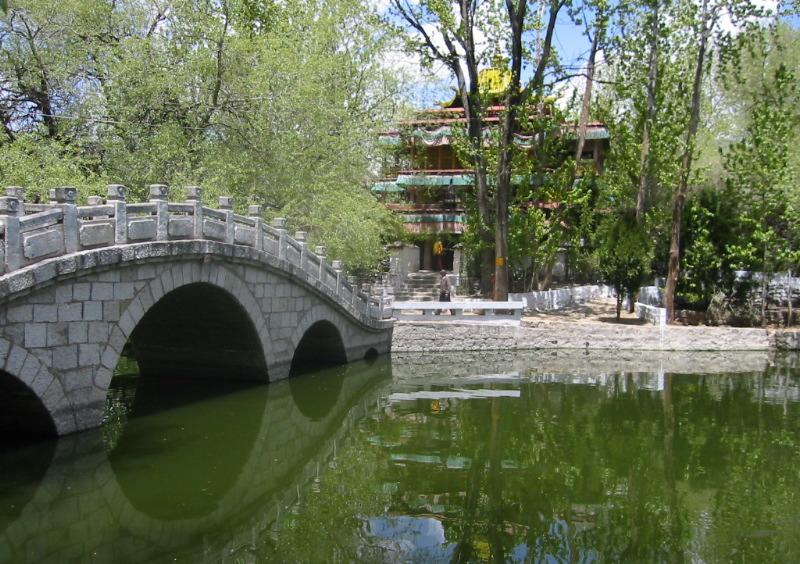
El parc tranquil, l'estany, i la capella darrere el Potala

Durant aquest temps, els Comunistes xinesos, victoriosos en la seva revolució, proclamen el Tibet com a part tradicional de la Xina seguint la incorporació el 1710 durant la Dinastia Qing i el reconeixement successiu pels governs de l'Oest de la sobirania de la Xina sobre el Tibet i expressen el seu desig de reunificar-lo amb la seva pàtria. Finalment, malgrat les demandes d'intervenció del Tibet a l'Organització de les Nacions Unides i als Estats Units, la Xina reincorpora el Tibet.
Els xinesos eren servicials al començament, però quan els tibetans resisteixen a la reorganització i la reeducació comunistes a la seva societat, així com a la reforma agrària per redistribuir terres, els xinesos esdevenen opressors als ulls de molta gent.
Segueixen una sèrie d'atrocitats suportades pel seu poble, el Dalai-lama vol trobar el President Mao Zedong a Pequín, obligat per les circumstàncies i les seves conviccions de prendre aquest gran risc. Tanmateix, durant el seu cara a cara el dia de la visita del Dalai-lama, Mao precisa la seva visió: «La religió és un verí» i « els tibetans són enverinats».
A la seva tornada al Tibet, el Dalai-lama s'assabenta d'horrors encara més terribles comesos contra el seu poble, que ha renegat ara del tractat amb la Xina i entra en una guerra de guerrilles contra els xinesos. Finalment, els xinesos precisen la seva intenció de matar-lo, i el Dalai-lama és convençut per la seva família i el seu Camarlenc d'escapar-se a l'Índia.
Després d'haver consultat l'oracle sobre la via d'evasió correcta, el Dalai-lama i el seu personal disfressats surten de Lhassa clandestinament en la foscor. Durant un viatge ardu, on són perseguits pels xinesos, el Dalai-lama es posa malalt i prova diverses visions del passat i del futur. Finalment, el grup salva un passatge a la muntanya a la frontera índia. Quan el Dalai-lama camina cap al lloc de guàrdia, un guarda indi s'acosta, el saluda, i li pregunta: «Puc preguntar-vos, sou Buda» ? El Dalai-lama respon amb el final de la pel·lícula: «Penso que sóc un reflex, com la lluna sobre l'aigua. Quan em veieu esforçar-me a ser un home bo, vos veieu».

## Repartiment
| Actor                      | Paper                                       |
| -------------------------- | ------------------------------------------- |
| Tenzin Thuthob Tsarong     | Dalai-lama (adult)                          |
| Gyurme Tethong             | Dalai-lama (als 12 anys)                    |
| Tulku Jamyang Kunga Tenzin | Dalai-lama (als 5 anys)                     |
| Tenzin Yeshi Paichang      | Dalai-lama (à 2 ans)                        |
| Tencho Gyalpo              | Mare del Dalai-lama                         |
| Tenzin Topjar              | Lobsang (de 5 a 10 ans)                     |
| Tsewang Migyur Khangsar    | Pare del Dalai-lama                         |
| Tenzin Lodoe               | Takster                                     |
| Geshi Yeshi Gyatso         | Lama de Sera                                |
| Losang Gyatso              | el missatger (com Lobsang Gyatso)           |
| Sonam Phuntsok             | Reting Rinpoché                             |
| Gyatso Lukhang             | El Camarlenc Phala                          |
| Lobsang Samten             | Mestre de cuina                             |
| Jigme Tsarong              | Taktra Rinpoché (com Tsewang Jigme Tsarong) |
| Tenzin Trinley             | Ling Rinpoché                               |
| Robert Lin                 | el president Mao Zedong                     |
| Jurme Wangda               | El primer ministre Lukhangwa                |

## Premis
Kundun va ser nominat per a quatre Oscars: per a la  direcció artística, la  fotografia (Roger Deakins), el  vestuari i la  música original (Philip Glass).